# Ronde van Spanje 2011/Zevende etappe
De zevende etappe van de Ronde van Spanje 2011 werd verreden op 26 augustus. Het was een vlakke rit over 182,9 kilometer van Almadén naar Talavera de la Reina.

## Verloop
Julien Fouchard, Steve Houanard, Luis Ángel Maté en Antonio Cabello reden het grootste deel van de dag op kop. Het viertal kreeg maximaal negen minuten voorsprong. Fouchard werd op zeven kilometer voor het einde als laatste ingerekend. Marcel Kittel won soeverein de massasprint die ontsierd werd door een zware valpartij waarbij Tyler Farrar viel en diverse renners in zijn val meenam.

## Rituitslag
| Rituitslag |                     |                     |          |
| Plaats     | Naam                | Ploeg               | Tijd     |
| Winnaar    | Marcel Kittel       | Skil-Shimano        | 4u47'59" |
| 2          | Peter Sagan         | Liquigas-Cannondale | z.t.     |
| 3          | Óscar Freire        | Rabobank            | z.t.     |
| 4          | Daniele Bennati     | Team Leopard-Trek   | z.t.     |
| 5          | Lloyd Mondory       | AG2R-La Mondiale    | z.t.     |
| 6          | Juan José Haedo     | Saxo Bank-Sungard   | z.t.     |
| 7          | Tom Veelers         | Skil-Shimano        | z.t.     |
| 8          | Alessandro Petacchi | Lampre-ISD          | z.t.     |
| 9          | Enrico Gasparotto   | Pro Team Astana     | z.t.     |
| 10         | Leigh Howard        | Team HTC-High Road  | z.t.     |
|            |                     |                     |          |
| 19         | Nikolas Maes        | Quick Step          | z.t.     |

## Klassementen
| Algemeen Klassement |                       |                     |           |
| Plaats              | Naam                  | Ploeg               | Tijd      |
| Rode trui           | Sylvain Chavanel      | Quick Step          | 27u29'12" |
| 2                   | Daniel Moreno         | Team Katjoesja      | op 15"    |
| 3                   | Vincenzo Nibali       | Liquigas-Cannondale | op 16"    |
| 4                   | Joaquim Rodríguez     | Team Katjoesja      | op 23"    |
| 5                   | Jakob Fuglsang        | Team Leopard-Trek   | op 25"    |
| 6                   | Fredrik Kessiakoff    | Pro Team Astana     | op 41"    |
| 7                   | Maxime Monfort        | Team Leopard-Trek   | op 44"    |
| 8                   | Jurgen Van den Broeck | Omega Pharma-Lotto  | op 49"    |
| 9                   | Sergio Pardilla       | Team Movistar       | op 49"    |
| 10                  | Marzio Bruseghin      | Team Movistar       | op 52"    |
|                     |                       |                     |           |
| 15                  | Bauke Mollema         | Rabobank            | op 1'01"  |

| Ploegenklassement |                     |           |
| Plaats            | Ploeg               | Tijd      |
|                   | Team RadioShack     | 81u56'06" |
| 2                 | Rabobank            | op 47"    |
| 3                 | Team Katjoesja      | op 2'22"  |
| 4                 | Team Leopard-Trek   | op 2'23"  |
| 5                 | Geox-TMC            | op 2'42"  |
| 6                 | Pro Team Astana     | op 4'17"  |
| 7                 | Vacansoleil-DCM     | op 4'27"  |
| 8                 | Euskaltel-Euskadi   | op 5'02"  |
| 9                 | Liquigas-Cannondale | op 6'38"  |
| 10                | AG2R-La Mondiale    | op 7'55"  |

## Nevenklassementen
| Puntenklassement |                       |                     |        |
| Plaats           | Naam                  | Ploeg               | Punten |
| Groene trui      | Peter Sagan           | Liquigas-Cannondale | 50     |
| 2                | Joaquim Rodríguez     | Team Katjoesja      | 48     |
| 3                | Pablo Lastras         | Team Movistar       | 48     |
|                  |                       |                     |        |
| 7                | Wout Poels            | Vacansoleil-DCM     | 28     |
| 14               | Jurgen Van den Broeck | Omega Pharma-Lotto  | 21     |

| Bergklassement        |                      |                   |        |
| Plaats                | Naam                 | Ploeg             | Punten |
| Bolletjestrui (blauw) | Daniel Moreno        | Team Katjoesja    | 20     |
| 2                     | Chris Anker Sørensen | Saxo Bank-Sungard | 15     |
| 3                     | Koen de Kort         | Skil-Shimano      | 13     |
|                       |                      |                   |        |
| 23                    | Kevin Seeldraeyers   | Quick Step        | 1      |

| Combinatieklassement |                    |                |        |
| Plaats               | Naam               | Ploeg          | Punten |
| Witte trui           | Daniel Moreno      | Team Katjoesja | 7      |
| 2                    | Joaquim Rodríguez  | Team Katjoesja | 12     |
| 3                    | Sylvain Chavanel   | Quick Step     | 21     |
|                      |                    |                |        |
| 9                    | Kevin Seeldraeyers | Quick Step     | 94     |

1e etappe ·
2e etappe ·
3e etappe ·
4e etappe ·
5e etappe ·
6e etappe ·
7e etappe ·
8e etappe ·
9e etappe ·
10e etappe ·
11e etappe ·
12e etappe ·
13e etappe ·
14e etappe ·
15e etappe ·
16e etappe ·
17e etappe ·
18e etappe ·
19e etappe ·
20e etappe ·
21e etappe
Startlijst · Eindstanden · Afbeeldingen